# Lloyd Center/Northeast 11th Avenue megállóhely
Lloyd Center/Northeast 11th Avenue megállóhely a Metropolitan Area Express kék, zöld és piros vonalainak, valamint a TriMet autóbuszainak megállója az Oregon állambeli Portlandben.
1986. szeptember 5-ös megnyitásától a zónarendszer 2012-es megszüntetéséig a megálló az egyes zónába, valamint 2001-től 2012-től a díjmentes övezetbe (Fareless Square, 2010-től Free Rail Zone) tartozott, de ez utóbbit az év szeptemberében megszüntették.
A peronoktól északra található a Holladay Park, annak túloldalán pedig a névadó Lloyd Center bevásárlóközpont, valamint délre van a Benson Polytechnic High School.

## A 11. sugárúti tárolóvágány

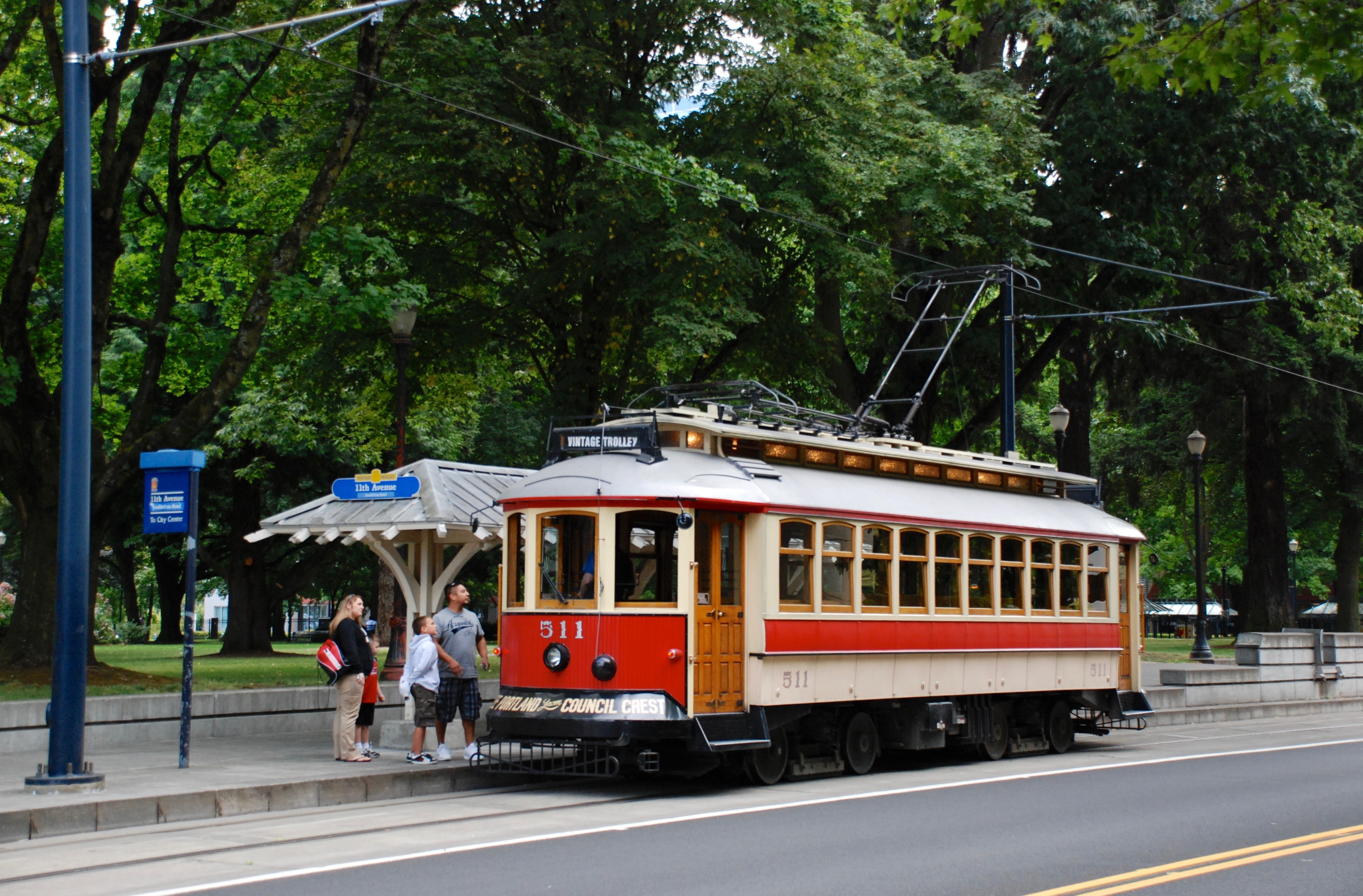
A nosztalgiavillamos 2009-ben

A megállótól északnyugatra, az északnyugati 11. sugárúton egy rövid vágányt fektettek le, ahonnan a közeli Rose Quarter nagyobb rendezvényei után indulnak szerelvények. A szakaszt 1991–2009 között a Portland Vintage Trolley nosztalgiavillamos használta, amelyre a Multnomah utca déli végénél létesített Northeast 11th Avenue megállóban lehetett felszállni.
2009 szeptemberétől a járat vonalát a Portland Transit Mallhoz helyezték át, ahonnan a belváros felé haladt; innentől a korábbi szakaszt csak a kocsiszíni menetek használták (2010-ben 25, 2011-ben 7 nap üzemelt a járat). A járatot 2014 júniusában megszüntették.

## Autóbuszok

### TriMet
- 8 – Jackson Park/NE 15th (Sam Jackson Park◄►Martin Luther King Jr Boulevard)[7]
- 70 – 12th/NE 33rd Ave (Milwaukie City Center◄►Columbia River Correctional Facility)[8]

### C-Tran
- 157 – Lloyd District Express (Lloyd Center◄►99th Street Transit Center)[9]

| Előző állomás                                    |  | Metropolitan Area Express |  | Következő állomás                                                            |
| ------------------------------------------------ |  | ------------------------- |  | ---------------------------------------------------------------------------- |
| NE 7th Avetovább Hatfield Government Center felé |  | Kék vonal                 |  | Hollywood/NE 42nd Ave pályaudvartovább Cleveland Avenue felé                 |
| NE 7th Avetovább PSU South felé                  |  | Zöld vonal                |  | Hollywood/NE 42nd Ave pályaudvartovább Clackamas Town Center pályaudvar felé |
| NE 7th Avetovább Beaverton pályaudvar felé       |  | Piros vonal               |  | Hollywood/NE 42nd Ave pályaudvartovább Portland International Airport felé   |

## Fordítás
- Ez a szócikk részben vagy egészben  a   Lloyd Center/Northeast 11th Avenue MAX Station című angol Wikipédia-szócikk ezen változatának fordításán alapul.  Az eredeti cikk szerkesztőit annak laptörténete sorolja fel. Ez a jelzés csupán a megfogalmazás eredetét és a szerzői jogokat jelzi, nem szolgál a cikkben szereplő információk forrásmegjelöléseként.